# Осамнаеста изложба УЛУС-а (1954)
Осамнаеста изложба УЛУС-а (1954) је трајала од 20. октобра до 20. новембра 1954. године. Одржана је у галеријском простору Удружења ликовних уметника Србије односно у Уметничком павиљону "Цвијета Зузорић", у Београду.

## О изложби
Ликовни уметници Србије су померили датум отварања својих традиционалних јесењих изложби са 29. новембра, Дана Републике, на 20. октобар, Дан ослобођења Београда.

## Излагачи

### Сликарство
1. Анте Абрамовић
2. Даница Антић
3. Милорад Балаћ
4. Боса Беложански
5. Михаил Беренђија
6. Никола Бешевић
7. Јован Бијелић
8. Емил Боб
9. Олга Богдановић
10. Славољуб Богојевић
11. Слободан Богојевић
12. Вера Божичковић-Поповић
13. Косара Бокшан
14. Војтех Братуша
15. Аделина Влајнић
16. Живојин Влајнић
17. Милена Велимировић
18. Лазар Вујаклија
19. Бета Вукановић
20. Бошко Вукашиновић
21. Оливера Вукашиновић
22. Живан Вулић
23. Слободан Гавриловић
24. Оливера Галовић-Протић
25. Слободан Галић
26. Ратомир Глигоријевић
27. Драгомир Глишић
28. Милош Голубовић
29. Никола Граовац
30. Винко Грдан
31. Ксенија Дивјак
32. Мило Димитријевић
33. Милица Динић
34. Дана Докић
35. Амалија Ђаконовић
36. Светозар Ђорђевић
37. Јован Зоњић
38. Ђорђе Илић
39. Јозо Јанда
40. Иван Јакобџић
41. Љубомир Јанковић
42. Мара Јелесић
43. Гордана Јовановић
44. Милош Јовановић
45. Сергије Јовановић
46. Деса Јовановић-Глишић
47. Вера Јосифовић
48. Оливера Кангрга
49. Богомил Карловарис
50. Милан Керац
51. Милан Кечић
52. Јарослав Кратина
53. Лиза Крижанић
54. Марко Крсмановић
55. Јован Кукић
56. Александар Кумрић
57. Мајда Курник
58. Гордана Лазић
59. Петар Лубарда
60. Светолик Лукић
61. Александар Луковић
62. Иван Лучев
63. Милан Маринковић
64. Марио Маскарели
65. Радослав Миленковић
66. Милан Минић
67. Милун Митровић
68. Предраг Михаилолвић
69. Петар Младеновић
70. Живорад Настасијевић
71. Миливој Николајевић
72. Рајко Николић
73. Сава Николић
74. Мирјана Николић-Печинар
75. Владисав Новосел
76. Бранко Омчикус
77. Петар Омчикус
78. Анкица Опрешник
79. Лепосава Ст. Павловић
80. Споменка Павловић
81. Чедомир Павловић
82. Живка Пајић
83. Јефта Перић
84. Михаило С. Петров
85. Зоран Петровић
86. Јелисавета Ч. Петровић
87. Слободан Петровић
88. Милорад Пешић
89. Васа Поморишац
90. Владимир Поп-Захаријев
91. Ђорђе Поповић
92. Зора Поповић
93. Милан Поповић
94. Мића Поповић
95. Мирко Почуча
96. Божидар Продановић
97. Миодраг Б. Протић
98. Михаило Протић
99. Божидар Раднић
100. Влада Радовић
101. Иван Радовић
102. Ђура Радоњић
103. Милан Радоњић
104. Ратимир Руварац
105. Маријан Савиншек
106. Федор Соретић
107. Слободан Сотиров
108. Младен Србиновић
109. Десанка Станић
110. Бранко Станковић
111. Вељко Станојевић
112. Боривоје Стевановић
113. Едуард Степанчић
114. Владимир Стојановић
115. Живко Стојсављевић
116. Светислав Страла
117. Иван Табаковић
118. Рафаило Талви
119. Александар Томашевић
120. Стојан Трумић
121. Вера Ћирић
122. Милорад Ћирић
123. Јелена Ћирковић
124. Бранко Филиповић
125. Коста Хакман
126. Сабахадин Хоџић
127. Антон Хутер
128. Љубомир Цинцар-Јанковић
129. Алекса Челебоновић
130. Марко Челебоновић
131. Јадвига Четић
132. Милан Четић
133. Имре Шафрањ
134. Мирјана Шипош
135. Милена Шотра

### Вајарство
1. Градимир Алексић
2. Живка Анђелић-Китак
3. Оскар Бербеља
4. Љубица Берберски
5. Милан Бесарабић
6. Ана Бешлић
7. Крунослав Буљевић
8. Вука Велимировић
9. Војислав Вујисић
10. Матија Вуковић
11. Ангелина Гаталица
12. Нандор Глид
13. Радмила Граовац
14. Анте Гржетић
15. Стеван Дукић
16. Олга Јеврић
17. Јелена Јовановић
18. Илија Коларовић
19. Мирјана Кулунџић-Летица
20. Ото Лого
21. Франо Менегело-Динчић
22. Периша Милић
23. Живорад Михаиловић
24. Божидар Обрадовић
25. Славка Петровић-Средовић
26. Светомир Почек
27. Милица Рибникар
28. Сава Сандић
29. Милош Сарић
30. Јован Солдатовић
31. Славољуб Станковић
32. Ристо Стијовић
33. Војин Стојић
34. Михаило Томић
35. Петар Убовић
36. Јелисавета Шобер